# Hans Beiersdorf

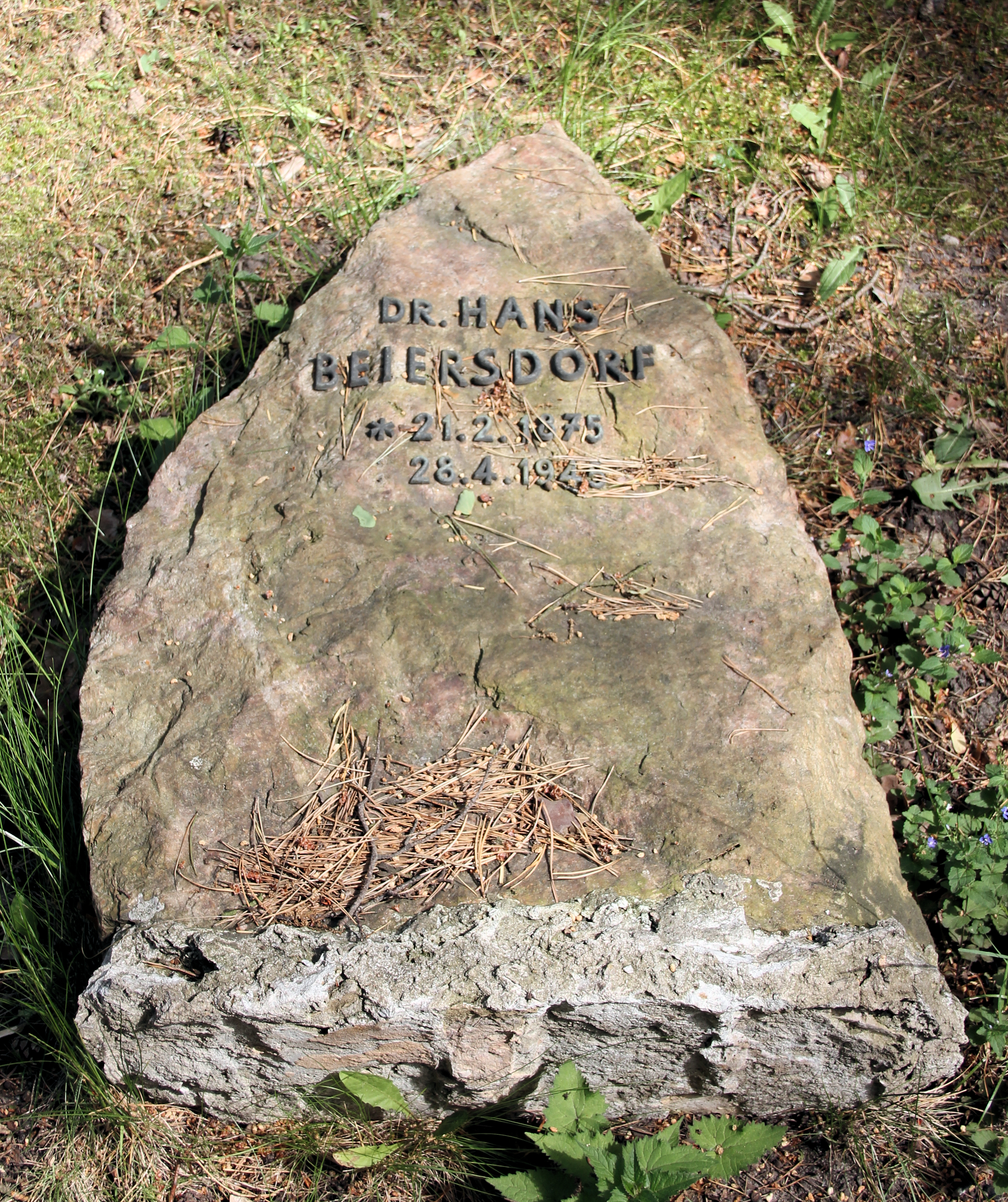
Grabstein von Hans Beiersdorf

Hans Otto Wilhelm Beiersdorf (* 21. Februar 1875 in Bärwalde, Neumark; † 28. April 1945 in Berlin) war ein deutscher Ingenieur und Unternehmer. Er war Direktor der Siemens-Schuckert-Werke Aktiengesellschaft.

## Leben
Er war der Sohn des Apothekers Paul Beiersdorf, der später als Erfinder und Gründer der Beiersdorf AG bekannt wurde. Sein Vater führte außer in Bärwalde auch in Grünberg eine Apotheke. Als Hans Beiersdorf fünf Jahre alt war, zogen seine Eltern nach Hamburg, wo sein Vater als Apotheker an pharmazeutischen Präparaten experimentierte, ein Pflastergeschäft gründete und für die Guttaperchapflastermulle 1882 sein erstes Patent erhielt.
In Altona besuchte Hans das Gymnasium. Als sich dort sein älterer Bruder Carl Albert das Leben durch Erschießen nahm, weil er im Gymnasium sitzengeblieben war, verkaufte 1890 sein Vater die Firma.
Hans Beiersdorf wechselte daraufhin auf das Gymnasium in Wandsbek. Danach studierte er an der Technischen Hochschule Braunschweig. Sein Vater hatte 1896 Selbstmord verübt, da er das Vermögen an Bauspekulanten verloren hatte und ein beruflicher Neustart als Apotheker scheiterte. Hans Beiersdorf musste daher für sich selbst sorgen und wurde 1900 Konstrukteur und vier Jahre später Betriebsingenieur der Siemens-Schuckert-Werke Aktiengesellschaft. 1911 erfolgte seine Ernennung zum Oberingenieur und 1918 seine Beförderung zum Fabrikdirektor.
Ende April 1945 starb er und wurde auf dem Friedhof in Berlin-Zehlendorf, Lindenstraße 1 beigesetzt.

## Familie
Hans Beiersdorf war verheiratet mit Elisabeth Schröder. Aus der Ehe gingen zwei Söhne und eine Tochter hervor. Sie lebten in Berlin-Dahlem, Bitterstraße 22.

## Ehrungen
- 1929: Dr.-Ing. h. c. an der Technischen Hochschule Braunschweig